# Stadtallendorf
Stadtallendorf est une municipalité allemande située dans l'arrondissement de Marbourg-Biedenkopf et dans le land de la Hesse.

## Armoiries
Les armoiries de la ville de Stadtallendorf représentent sur un fond azur un ours d'or, lampassé de même et armé de gueules, et un lion rayé de gueules et d'argent, emblème de la Hesse, encadrant la roue d'argent à six rayons des armoiries de Mayence.

## Géographie
Stadtallendorf se trouve sur l'arête qui sépare le bassin d'Amöneburg, à l'ouest, de celui du Schwalmbecken, à l'est.

## Histoire
Jusqu'en 1960, La ville de Stadtallendorf était connue sous le nom d'Allendorf

## Personnalités liées à la ville
- Johann Georg Estor (1699-1773), juriste né à Schweinsberg.
- Eike Immel (1960-), footballeur né à Stadtallendorf.